# Montelago
Montelago è una frazione di Sassoferrato in provincia di Ancona (Marche). È situata a ridosso del Monte Strega ed è a circa 750 m sul livello del mare. Gli abitanti svolgono attività prettamente agricola e nei campi adiacenti al villaggio vengono allevati cavalli. 
Si pensa che il nome "Montelago" derivi dalla presenza, in epoche remote, di un lago situato nella valle fra l'adiacente Monte Foria e il paese stesso. Come per altri siti con toponimi simili e in assenza di laghi (cfr. Lagonegro, Lago, Lacchiarella, Offlaga, Medolago, Langhirano, Casteldilago, Castello del Lago), tuttavia, il toponimo pare più realisticamente riconducibile al germanico lagar (accampamento), in riferimento a un insediamento fortificato longobardo.

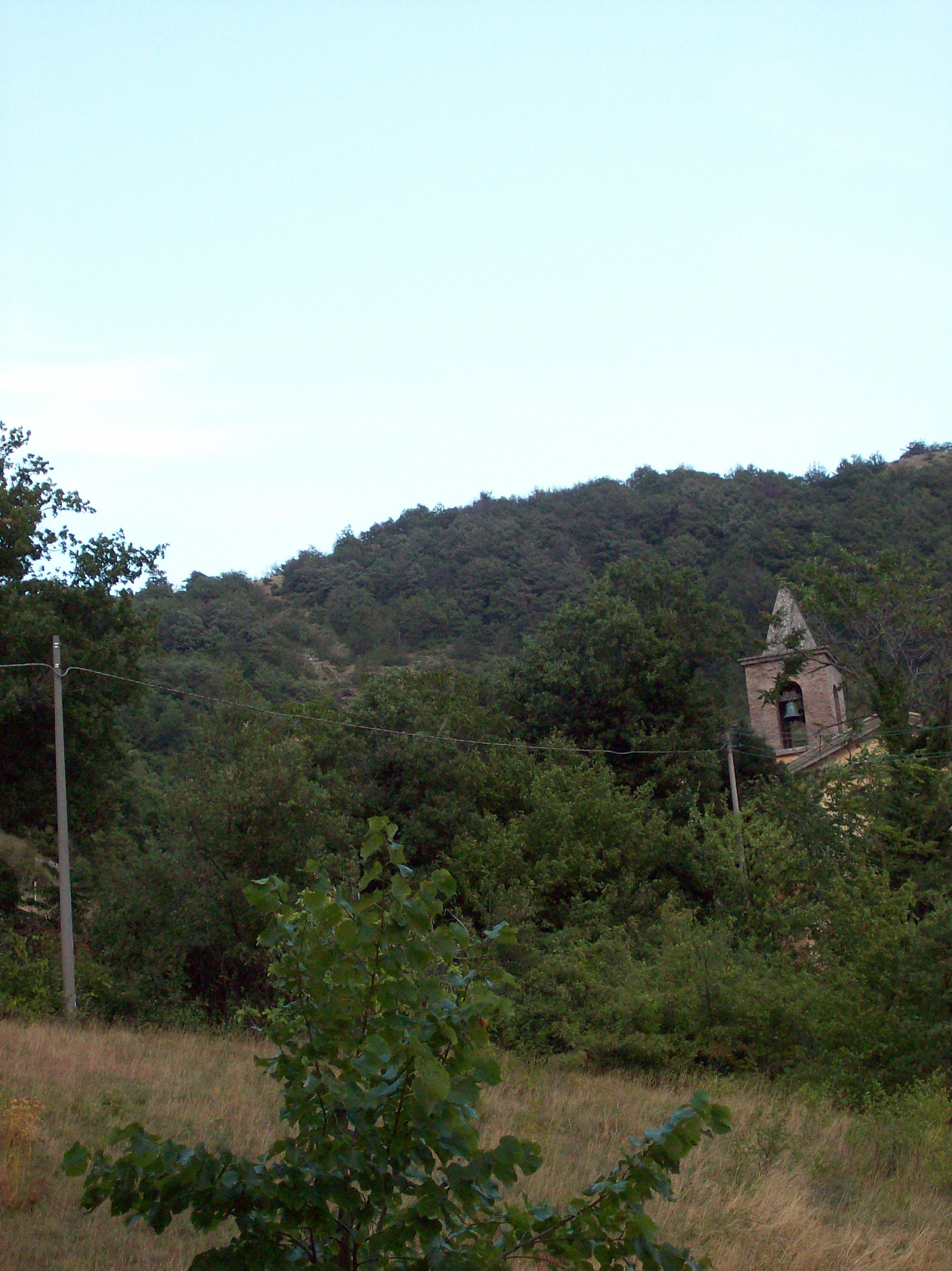
Scorcio della chiesa di Montelago

## Eventi
La località ha accolto fino al 2006 la sagra del prosciutto di cinghiale. Dal 2015, durante la seconda metà di agosto, si celebra la festa della patata di Montelago.